# Persone di nome Janet
| Questa pagina contiene informazioni ricavate automaticamente dalle voci biografiche con l'ausilio del template Bio e di un bot. L'aggiornamento è periodico e automatico e ricostruisce completamente la pagina. Se manca una persona in questa lista, sei pregato di non aggiungerla, ma accertati piuttosto che la sua voce biografica contenga il template Bio e che i dati anagrafici siano correttamente compilati. Se il template Bio manca, inseriscilo tu stesso o, in alternativa, metti l'avviso {{tmp\|Bio}} che ne segnala la mancanza. Se i dati riportati sono sbagliati, correggi direttamente la voce biografica; le modifiche saranno visibili in questa lista entro pochi giorni. Per chiarimenti vedi il progetto antroponimi. La lista contiene solo le 83 persone che sono citate nell'enciclopedia e per le quali è stato implementato correttamente il template Bio. Pagina aggiornata al 16 ott 2024. |

Questa è una lista di persone presenti nell'enciclopedia che hanno il prenome Janet, suddivise per attività principale.

## Artiste(1)
- Janet Cardiff, artista canadese (Brussels, n. 1957)

## Astronaute(1)
- Janet Kavandi, ex astronauta e chimica statunitense (Springfield, n. 1959)

## Astronome(2)
- Janet Akyüz Mattei, astronoma turca (Bodrum, n. 1943 - Boston, † 2004)
- Janet Stevens, astronoma statunitense

## Attrici(22)
- Janet Achurch, attrice britannica (Chorlton-on-Medlock, n. 1864 - Ventnor, † 1916)
- Janet Agren, attrice, modella e cantante svedese (Landskrona, n. 1949)
- Janet Beecher, attrice statunitense (Jefferson City, n. 1884 - Washington, † 1955)
- Janet Blair, attrice statunitense (Altoona, n. 1921 - Los Angeles, † 2007)
- Janet Carroll, attrice statunitense (Chicago, n. 1940 - New York, † 2012)
- Janet Fielding, attrice australiana (Brisbane, n. 1953)
- Janet Gaynor, attrice statunitense (Filadelfia, n. 1906 - Palm Springs, † 1984)
- Jan Hoag, attrice statunitense (Portland, n. 1948)
- Viva, attrice statunitense (Syracuse, n. 1938)
- Jan Hooks, attrice, comica e doppiatrice statunitense (Decatur, n. 1957 - Woodstock, † 2014)
- Janet Hubert-Whitten, attrice statunitense (Chicago, n. 1956)
- Kim Hunter, attrice statunitense (Detroit, n. 1922 - New York, † 2002)
- Janet Jones, attrice statunitense (Bridgeton, n. 1961)
- Janet Kidder, attrice canadese (Cranbrook, n. 1972)
- Janet Margolin, attrice statunitense (New York City, n. 1943 - Los Angeles, † 1993)
- Janet McTeer, attrice britannica (Newcastle upon Tyne, n. 1961)
- Janet Montgomery, attrice britannica (Bournemouth, n. 1985)
- Janet Munro, attrice britannica (Blackpool, n. 1934 - Londra, † 1972)
- Janet Shaw, attrice statunitense (Beatrice, n. 1919 - Beatrice, † 2001)
- Janet Suzman, attrice e regista teatrale sudafricana (Johannesburg, n. 1939)
- Janet Varney, attrice, doppiatrice e conduttrice televisiva statunitense (Tucson, n. 1976)
- Janet Vidor, attrice italiana

## Batteriste(1)
- Janet Weiss, batterista statunitense (Hollywood, n. 1965)

## Biatlete(1)
- Janet Klein, biatleta e fondista tedesca (n. 1977)

## Biologhe(1)
- Janet Rossant, biologa canadese (n. 1950)

## Cantanti(4)
- Janet Devlin, cantante britannica (Gortin, n. 1994)
- Janet Ertel, cantante statunitense (Sheboygan, n. 1913 - Sheboygan, † 1988)
- Janet Gardner, cantante statunitense (Juneau, n. 1962)
- Janet Leon, cantante svedese (Göteborg, n. 1990)

## Cantautrici(1)
- Janet Jackson, cantautrice, ballerina e attrice statunitense (Gary, n. 1966)

## Cestiste(4)
- Janet Fowler, ex cestista e allenatrice di pallacanestro canadese (Victoria, n. 1965)
- Janet Harris, ex cestista statunitense (Chicago, n. 1962)
- Janet Thompson, cestista statunitense (Elliott, n. 1933 - Griswold, † 2014)
- Janet Williams, ex cestista australiana (Sydney, n. 1953)

## Costumiste(1)
- Janty Yates, costumista britannica (Londra, n. 1950)

## Danzatrici su ghiaccio(2)
- Janet Sawbridge, danzatrice su ghiaccio britannica (Birmingham, n. 1947 - † 2021)
- Janet Thompson, ex danzatrice su ghiaccio britannica (Londra, n. 1956)

## Economiste(1)
- Janet Yellen, economista e politica statunitense (New York, n. 1946)

## Giornaliste(2)
- Janet Maslin, giornalista e critica cinematografica statunitense (New York, n. 1949)
- Janet L. Robinson, giornalista e imprenditrice statunitense (Fall River, n. 1951)

## Hockeiste su prato(1)
- Jane Sixsmith, hockeista su prato britannica (Sutton Coldfield, n. 1967)

## Nobildonne(1)
- Janet Stewart, nobildonna scozzese (n. 1505 - † 1563)

## Nuotatrici(3)
- Janet Evans, ex nuotatrice statunitense (Fullerton, n. 1971)
- Janet Hogan, ex nuotatrice australiana (Sydney, n. 1945)
- Janet Steinbeck, ex nuotatrice australiana (n. 1951)

## Pattinatrici artistiche su ghiaccio(1)
- Janet Lynn, ex pattinatrice artistica su ghiaccio statunitense (Chicago, n. 1953)

## Personaggi televisivi(1)
- Janet Street-Porter, personaggio televisivo e giornalista britannica (Brentford, n. 1946)

## Politiche(9)
- Kay Hagan, politica statunitense (Shelby, n. 1953 - Greensboro, † 2019)
- Janet Gray Hayes, politica statunitense (Rushville, n. 1926 - Saratoga, † 2014)
- Janet Jagan, politica guyanese (Chicago, n. 1920 - Georgetown, † 2009)
- Janet Mikhail, politica palestinese (Ramallah, n. 1945)
- Janet Mills, politica statunitense (Farmington, n. 1947)
- Janet Napolitano, politica statunitense (New York, n. 1957)
- Janet Reno, politica statunitense (Miami, n. 1938 - Miami, † 2016)
- Janet Stancomb-Wills, politica britannica (Aldersgate, n. 1853 - Ramsgate, † 1932)
- Baronessa Janet Young, politica inglese (n. 1926 - † 2002)

## Psichiatre(1)
- Janet Asimov, psichiatra, psicoanalista e scrittrice di fantascienza statunitense (Ashland, n. 1926 - New York, † 2019)

## Registe(1)
- Janet De Nardis, regista, conduttrice televisiva e giornalista italiana (Windsor, n. 1978)

## Saggiste(1)
- Janet Farrar, saggista britannica (Londra, n. 1950)

## Sciatrici(1)
- Janet Penn, sciatrice statunitense

## Scrittrici(9)
- Janet Evanovich, scrittrice statunitense (South River, n. 1943)
- Janet Frame, scrittrice neozelandese (Dunedin, n. 1924 - Dunedin, † 2004)
- Janet Dailey, scrittrice statunitense (Storm Lake, n. 1944 - Branson, † 2013)
- Janet Hardy, scrittrice e sessuologa statunitense
- Taylor Caldwell, scrittrice britannica (Manchester, n. 1900 - Greenwich, † 1985)
- Janet Lewis, scrittrice e poetessa statunitense (Chicago, n. 1899 - Los Altos, † 1998)
- Janet Mock, scrittrice, attivista e attrice statunitense (Honolulu, n. 1983)
- Janet Quin-Harkin, scrittrice britannica (Bath, n. 1941)
- Janet Tashjian, scrittrice statunitense (Boston, n. 1956)

## Soprani(1)
- Janet Price, soprano gallese (Pontypool, n. 1941)

## Tenniste(5)
- Janet Fallis, ex tennista australiana
- Janet Hopps, ex tennista statunitense (Berkeley, n. 1934)
- Janet Lee, ex tennista taiwanese (Lafayette, n. 1976)
- Janet Newberry, ex tennista statunitense (Los Angeles, n. 1953)
- Janet Young, ex tennista australiana (n. 1951)

## Tuffatrici(1)
- Janet Ely, ex tuffatrice statunitense (Albuquerque, n. 1953)

## Velociste(3)
- Janet Amponsah, velocista ghanese (Kumasi, n. 1993)
- Janet Moreau, velocista statunitense (Pawtucket, n. 1927 - Barrington, † 2021)
- Janet Simpson, velocista britannica (n. 1944 - † 2010)